# Luis Pérez Franco
Luis Alberto Pérez Franco (San Joaquín, Santiago de Chile, 27 de enero de 1969), es un exfutbolista y entrenador chileno. Actualmente dirige a Malleco Unido de la Tercera División A de Chile.

## Trayectoria

### Como jugador
Dio sus primeros pasos como futbolista en las canchas de Las Condes, en el Barrio Tabancura, donde fue descubierto por el exjugador de Colo-Colo Bernardo Bello, quien lo llevó a las inferiores del conjunto Albo a finales de la década de los '70. Dio el salto al primer equipo en 1988, siendo citado a un par de partidos oficiales, con el dorsal 16.
Sin espacio en el primer equipo albo, comenzó un peregrinaje por diferentes equipos chilenos, siendo cedido a Deportes Valdivia, Deportes Linares, Deportes Arica y Magallanes. Aprovechando la buena relación entre el presidente albo Eduardo Menichetti y dirigentes franceses, fue cedido al FC Lorient, donde estuvo una temporada. Tras un paso fugaz por Coquimbo Unido, vuelve a Francia, fichando por el AS Dompierroise y luego por el Union Sportive de Charnay.
En 1997 regresa a Chile, fichando por Santiago Morning para afrontar el regreso de los microbuseros a la Primera B, quedándose sólo por el Torneo de Apertura. Para el Clausura del mismo año, recala en Unión San Felipe.
Tras un año de inactividad, en 1999 es contactado por el Connecticut Wolves de Estados Unidos, pero por un tema de cupos de extranjeros no logra firmar, siendo fichado finalmente por el Western Mass Pioneers, donde termina su carrera profesional en 2000.

### Como entrenador
Regresa a Chile en 2003, donde obtiene una beca del Instituto Nacional del Fútbol para cursar la carrera de Entrenador. Tras titularse, formó su propia escuela de fútbol en la Caja de Compensación Gabriela Mistral, que a los años se volvió escuela oficial de Colo-Colo. Después trabajó en Las Siete Canchas de la Población La Pincoya, descubriendo futuros jugadores profesionales como Misael Llantén, Ricardo Álvarez e Ignacio Torres, entre otros. Tras ser contactado por Gualberto Jara, firma por Colo-Colo, para trabajar por 8 años en el Fútbol Joven.
En 2016, es contactado por Leonel Herrera Rojas y Leonel Herrera Silva, Concejal de Santiago, para dirigir a Municipal Santiago, donde al año siguiente se coronan campeones de Tercera B. En 2019, firma por Deportes Linares, club donde antes fue jugador, donde realizó una gran campaña que coronó con el título de Tercera A 2019. Tras un corto paso en 2020 por El Depo, en abril de 2021 firma por Trasandino, donde nuevamente se corona campeón de Tercera División A.
En 2022 se anuncia su regreso a la banca de Deportes Linares, donde consigue otra vez el título de la Tercera División A 2022. En abril de 2023, luego de una campaña con el Depo en puestos de descenso de la Segunda División, es cesado de sus funciones. En mayo del mismo año, es contratado por Provincial Ovalle de la Tercera A, logrando su cuarto título de la categoría a fines de temporada. En agosto de 2024, es anunciada su salida del cuadro ovallino. Ese mismo año, firmó con Santiago City, donde nuevamente se coronó como campeón de Tercera A.

## Clubes

### Como jugador
| Club                      | País           | Año       |
| ------------------------- | -------------- | --------- |
| Colo-Colo                 | Chile          | 1988      |
| Deportes Valdivia         | Chile          | 1989      |
| Colo-Colo                 | Chile          | 1990      |
| Deportes Linares          | Chile          | 1991      |
| Deportes Arica            | Chile          | 1992      |
| Magallanes                | Chile          | 1993      |
| FC Lorient                | Francia        | 1993-1994 |
| Coquimbo Unido            | Chile          | 1994      |
| AS Dompierroise           | Francia        | 1994      |
| Union Sportive de Charnay | Francia        | 1995-1996 |
| Santiago Morning          | Chile          | 1997      |
| Unión San Felipe          | Chile          | 1997      |
| Western Mass Pioneers     | Estados Unidos | 1999-2000 |

### Como entrenador
| Club               | País  | Año       | PJ  | PG  | PE | PP | Rendimiento |
| ------------------ | ----- | --------- | --- | --- | -- | -- | ----------- |
| Municipal Santiago | Chile | 2016-2018 | 98  | 64  | 13 | 21 | 69.73%      |
| Deportes Linares   | Chile | 2019      | 28  | 15  | 10 | 3  | 65.47%      |
| Deportes Linares   | Chile | 2020      | 10  | 2   | 2  | 6  | 26.67%      |
| Trasandino         | Chile | 2021      | 15  | 9   | 2  | 4  | 64.44%      |
| Deportes Linares   | Chile | 2022-2023 | 37  | 17  | 9  | 11 | 54.06%      |
| Provincial Ovalle  | Chile | 2023-2024 | 38  | 16  | 10 | 12 | 50.88%      |
| Santiago City      | Chile | 2024      | 6   | 6   | 0  | 0  | 100%        |
| Total              | Total | Total     | 232 | 129 | 46 | 57 | 62.21%      |

## Palmarés

### Como entrenador

#### Campeonatos nacionales
| Título             | Equipo             | País  | Año  |
| ------------------ | ------------------ | ----- | ---- |
| Tercera División B | Municipal Santiago | Chile | 2017 |
| Tercera División A | Deportes Linares   | Chile | 2019 |
| Tercera División A | Trasandino         | Chile | 2021 |
| Tercera División A | Deportes Linares   | Chile | 2022 |
| Tercera División A | Provincial Ovalle  | Chile | 2023 |
| Tercera División A | Santiago City      | Chile | 2024 |